# Maguindanao do Norte
Maguindanao do Norte é um província de  - na região Bangsamoro (BARMM), nas Filipinas. De acordo com o censo de 1 de maio  de  2020 possui uma população de 864 062 pessoas e  domicílios.